# Ferenc Weinhardt
Ferenc Weinhardt (26 agosto 1903 – 8 ottobre 1980) è stato un calciatore ungherese, di ruolo portiere.

## Carriera

### Nazionale
Ha collezionato 10 presenze con la maglia della Nazionale.